# Three Chords and a Half Truth
Three Chords and a Half Truth è l'ottavo album in studio del gruppo punk rock statunitense Face to Face, pubblicato nel 2013.

## Tracce
1. 123 Drop – 3:12
2. Welcome Back to Nothing – 2:52
3. Smokestacks and Skyscrapers – 3:08
4. Right as Rain – 3:26
5. First Step, Misstep – 3:45
6. Bright Lights Go Down – 3:08
7. Paper Tigers with Teeth – 3:46
8. Flat Black – 3:00
9. Jinxproof – 3:03
10. Marked Men – 3:24
11. Three Chords and a Half Truth – 2:24
12. Across State Lines - 4:37

## Formazione
- Trever Keith - voce, chitarra
- Chad Yaro - chitarra, voce
- Scott Shiflett - basso, voce
- Danny Thompson - batteria, cori